# Франческо I Пико делла Мирандола
Франческо I Пико делла Мирандола (итал. Francesco I Pico della Mirandola), он же Франческо, сын Бартоломео Пико (итал. Francesco di Bartolomeo Pico; ок. 1272 — 27 ноября 1321, замок Кастель-д’Арио близ Мантуи, синьория Мантуи) — итальянский кондотьер, основатель рода синьоров (впоследствии графов и герцогов) Мирандолы и графов (впоследствии маркизов) Конкордии. Сын Бартоломео Пико и Аделины Паллавичино.
Находясь на службе у Генриха VII, получил должность имперского викария и в 1311 г. был направлен для управления Моденой, где был избран на должность подеста. Он застал город погружённым в междоусобную борьбу гвельфов и гибеллинов. Пытаясь жесткими мерами привести Модену в повиновение, Франческо вскоре вызвал ненависть обеих партий. В результате Франческо I Пико в 1312 г. был изгнан из Модены и последующие приблизительно 5 лет исполнял обязанности имперского викария вначале в Лукке, затем в Пизе. В 1318 г. он вновь пришел к власти в Модене и опять продержался всего около года. На этот раз горожане для его изгнания обратились за помощью к синьору Мантуи Ринальдо Бонакольси детто Пассерино («Воробей»). После долгой борьбы с Бонакольси Франческо I был захвачен в плен вместе с двумя своими сыновьями Прендипарте и Томмазино Франческо. Все трое погибли в замке Кастелларо в Мантуе в 1321 г.